# 가론강

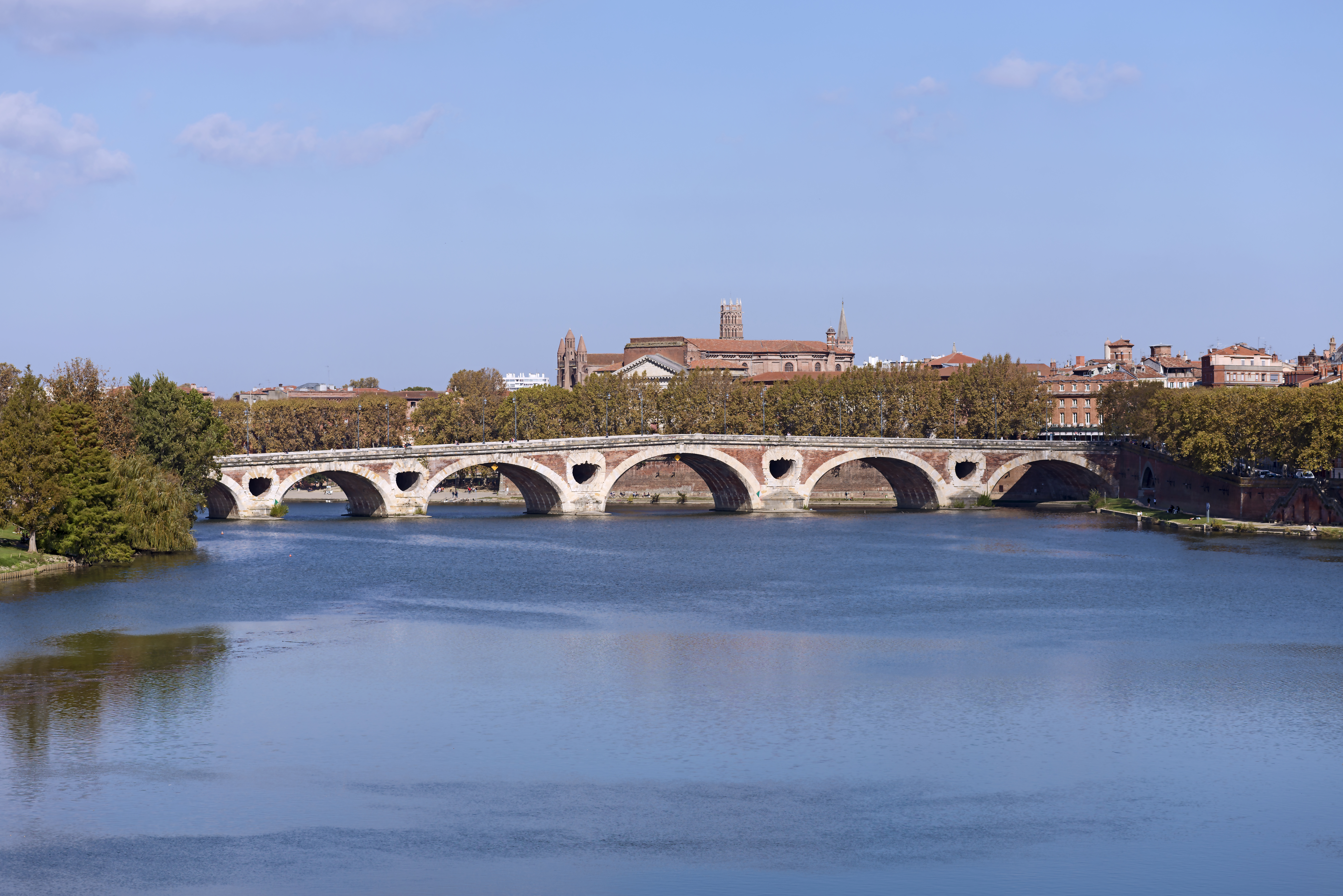
가론강

가론강(프랑스어: Garonne)는 스페인 카탈루냐에서 발원해서 프랑스 남서부를 흐르는 강이다. 길이는 647km이다. 툴루즈, 카스텔사라쟁, 아쟁, 보르도를 흐른다.